# Михаило Тодоровић
Михаило Мика Тодоровић (Ужице, 20. март 1889 — Београд, 28. март 1964), публициста, професор, учесник Првог светског рата и друштвено-политички радник ФНР Југославије и НР Србије.

## Биографија
Михаило Тодоровић рођен је 20. марта 1889. године у Ужицу. Још као ученик гимназије у Ужицу определио се за социјалистички покрет. По завршетку Филозофског факултета, германске групе, на Београдском универзитету постављен је за суплента ужичке гимназије. У Ужицу је на општинским изборима 1914. године изабран је за одборника Српске социјалдемократске странке (ССДС). За време Првог светског рата, заједно са српском војском, прешао је Албанију. У Паризу је 1917. године био члан редакције „Будућности”, органа српских социјалиста, а у Женеви 1918. године делегат Српске радничке коморе при Црвеном крсту. У Београду је од 1919. до 1920. године био секретар Радничке коморе.
Учествовао је на Другом конгресу КПЈ у Вуковару 1920. године, на Првој (1922) и Другој земаљској конференцији КПЈ (1923), које су одржане у Бечу, те на Петом проширеном пленуму Коминтерне у Москви 1925. године. У новембру 1920. године на изборима за Уставотворну скупштину изабран је на листи Комунистичке партије Југославије за народног посланика тимочког округа.
После забране КПЈ 1921. године, ради на стварању илегалних организација партије. Од јула 1922. до маја 1923. године био је политички секретар Централног комитета КПЈ. Учествовао је у стварању Независних синдиката и био главни уредник њиховог централног органа „Организованог радника”, у оснивању Независне радничке партије Југославије и био секретар Централног одбора НРПЈ од оснивања у јануару 1923. до референдума у НРПЈ у фебруару 1924. године. У време фракцијских борби у КПЈ припадао је десници. После објављивања Шестојануарске диктатуре 1929. године, пасивизирао се у радничком покрету и био професор у приватној гимназији у Београду.
По ослобођењу земље 1945. године, кооптиран је у АВНОЈ. До пензионисања 1952. године био је библиотекар у Централном одбору Савеза синдиката Југославије. Написао је велики број чланака у партијској и синдикалној штампи и више брошура, а бавио се и превођењем.
Умро је 28. марта 1964. године у Београду.